# ایمو ریتمایر
ایمو ریتمایر (انگلیسی: Immo Rittmeyer؛ ۶ ژانویهٔ ۱۹۳۶ – ۸ ژانویهٔ ۲۰۲۴) دوچرخه‌سوار اهل آلمان بود.